# فرناندو برانت
فرناندو برانت (بالبرتغالية: Fernando Brant‏) هو صحفي وملحن وكاتب أغاني وكاتب سيناريو وشاعر برازيلي، ولد في 9 أكتوبر 1946 في كالداس، ميناس جيرايس في البرازيل، وتوفي في 12 يونيو 2015 في بيلو هوريزونتي في البرازيل بسبب سرطان الكبد.

## وصلات خارجية
- فرناندو برانت على موقع IMDb (الإنجليزية)
- فرناندو برانت على موقع ميوزك برينز (الإنجليزية)
- فرناندو برانت على موقع ديسكوغز (الإنجليزية)